# Simo Kecman
Simo Kecman es un deportista yugoslavo que compitió en tiro adaptado. Ganó una medalla de oro en los Juegos Paralímpicos de Nueva York y Stoke Mandeville 1984 en la prueba de pistola de aire integrado.

## Palmarés internacional
| Juegos Paralímpicos | Juegos Paralímpicos                              | Juegos Paralímpicos | Juegos Paralímpicos       |
| Año                 | Lugar                                            | Medalla             | Prueba                    |
| ------------------- | ------------------------------------------------ | ------------------- | ------------------------- |
| 1984                | Nueva York (EE. UU.) Stoke Mandeville (R. Unido) | Medalla de oro      | Pistola de aire integrado |